# ホジャエフ
ホジャエフ（Khodzhayev, Khodzhaev, KhojayevまたはKhojaev）は、 （ウズベク語：Xo'jayev;ロシア語：Ходжаев）は、アジアの男性の姓であり、その女性形は、Khodzhayeva, Khodzhaeva, KhojaevaまたはKhojaevaである。  
- ファイズッラ・ホジャエフ （1896–1938）、ウズベキスタンの政治家
- モイナ・ホジャエフ（英語版） （1941年生まれ）、ウズベク-タジク人詩人、短編小説家
- ロスタム・ホジャイエフ（英語版） （1973年生まれ）、タジキスタンのサッカー選手
- スクロブ・ホジャエフ （1993年生まれ）、ウズベキスタンオリンピックハンマー投げ